# 윤지숙
윤지숙(1973년 5월 17일 ~ )은 대한민국의 배우이다.

## 생애
1973년 5월 17일 부산광역시에서 출생한 그녀의 종교는 개신교이고 부산동여자고등학교, 동래여자대학를 졸업하였으며, 1994년부터 1995년까지 대한항공 국제선 승무원으로 근무하다가 그만두고 나와서 주위에서 원서를 넣길래 넣었는데 될 것이라는 생각은 없다고 생각했지만 1996년 KBS 18기 탤런트 (슈퍼 탤런트 2기) 에 선발되어 데뷔하였고 같은 시기 SBS 공채 6기 탤런트에 합격했으나  더 '큰 물'에서 일하기 위해 KBS를 선택했다. 한편, SBS는 1996년 공채 6기와 같은 시기 KBS 공채 18기 (슈퍼 탤런트 2기) 에 동시 합격한 본인 (윤지숙) 이 더 '큰 물'에서 일하기 위해 KBS를 선택한 데다 본인 (윤지숙)의 전 출연작인 KBS 1TV 대하 드라마 《왕과 비》 전작이었던 KBS 1TV 대하 드라마 《용의 눈물》 종영 후 이 드라마의 집필자 이환경 작가를 자회사 SBS 프로덕션에 스카우트하여 KBS 1TV 대하 드라마와 맞붙기 위해 1999년 초 횡편성 (토, 일 밤 9시 50분) 형식의 주말 특별기획 드라마를 편성 (3차) 할 예정이었으나 이환경 작가와 KBS와의 관계가 끝나지 않아 무산됐는데 그 작품이 바로 SBS 대하 드라마 《야인시대》였다.

## 학력
- 1989년 ~ 1992년 부산동여자고등학교 (졸업)
- 1992년 ~ 1994년 동래여자대학 호텔관광과 전문학사 (졸업)
- 1996년 ~ 1998년 동국대학교 영상대학원 공연예술학과 (졸업)

## 경력
- 1994년 ~ 1995년 대한항공 국제선 승무원
- 1996년 KBS 18기 공채 탤런트

## 출연 작품

### 드라마
- 1996년 KBS 2TV 월화 드라마 《조광조》
- 1996년 KBS 2TV 수목 미니시리즈 《컬러》
- 1996년 KBS 2TV 월화 미니시리즈 《신고합니다》
- 1997년 KBS 1TV 일일 연속극 《정 때문에》 - 차대자 역
- 1997년 KBS 2TV 월화 미니시리즈 《스타》
- 1997년 KBS 2TV 수목 드라마 《그대 나를 부를 때》
- 1998년 KBS 2TV 아침 드라마 《결혼 7년》
- 1998년 KBS 2TV 월화 미니시리즈 《킬리만자로의 표범》
- 1998년 KBS 2TV 아침 드라마 《바람처럼 파도처럼》
- 1998년 KBS 2TV 주말 연속극 《종이학》
- 1998년 KBS 1TV 전원 드라마 《대추나무 사랑걸렸네》
- 1999년 KBS 1TV 대하 드라마 《왕과 비》 - 정현왕후 윤씨 역
- 1999년 KBS 2TV 월화 드라마 《학교》
- 2000년 KBS 1TV TV소설 《민들레》 - 송정남 역
- 2000년 MBC 단막극 《MBC 베스트극장 - 황금노을》 - 고윤희 역
- 2002년 KBS 1TV TV소설 《새엄마》 - 박영숙 역
- 2002년 MBC 단막극 《MBC 베스트극장 - 삼강오륜과 핑크 레이디》 - 순옥 역
- 2002년 MBC 단막극 《MBC 베스트극장 - 날아라 내 딸아》 - 희수 역
- 2002년 MBC 단막극 《MBC 베스트극장 - 아버지 대 아들》 - 연희 역
- 2002년 KBS 2TV 단막극 《KBS 드라마시티 - 아버지의 여자》 - 소영 역
- 2003년 MBC 일요 아침 드라마 《기쁜 소식》 - 윤지미 역
- 2003년 KBS 2TV 월화 드라마 《아내》 - 영란 역
- 2004년 KBS 2TV 단막극 《KBS 드라마시티 - 핸드폰이 꺼져 있어》 - 예주 역
- 2004년 KBS 2TV 단막극 《KBS 드라마시티 - 벚꽃 며느리》 - 득화 역
- 2004년 KBS 2TV 단막극 《KBS 드라마시티 - 情은 늙지도 않아》 - 영실 역
- 2004년 KBS 2TV 단막극 《KBS 드라마시티 - 이 혼 후...》 - 연수 역
- 2005년 KBS 2TV 단막극 《KBS 드라마시티 - 장국영이 죽었다고?》 - 은희 역
- 2005년 KBS 2TV 단막극 《KBS 드라마시티 - 블랙메일》 - 지선 역
- 2005년 KBS 2TV 단막극 《KBS 드라마시티 - 그 마을에 무슨 일이 생겼나》 - 말자 역
- 2005년 KBS 1TV 일일 연속극 《어여쁜 당신》 - 재민 처 역
- 2006년 MBC 아침 드라마 《이제 사랑은 끝났다》 - 정무옥 역
- 2006년 KBS 1TV 단막극 《KBS TV 문학관 - 노래여! 마지막 노래여!》 - 채선 역
- 2007년 KBS 2TV 단막극 《KBS 드라마시티 - 미치거나 사랑하거나》 - 최선옥 역
- 2007년 KBS 2TV 아침 드라마 《사랑해도 괜찮아》 - 고양이 역
- 2008년 SBS 일일 드라마 《그 여자가 무서워》 - 노승미 역
- 2008년 MBC 아침 드라마 《하얀 거짓말》
- 2009년 KBS 2TV 아침 드라마 《아내와 여자》 - 이자경 역
- 2010년 EBS 1TV 어린이 드라마 《어린이 손자병법》 - 서현 역
- 2014년 KBS 1TV 전원 드라마 《산 너머 남촌에는 2》 - 김미영 역
- 2014년 KBS 2TV 주말 연속극 《참 좋은 시절》 - 최미숙 역
- 2016년 JTBC 금토 드라마 《판타스틱》 - 이소은 역
- 2019년 JTBC 금토 드라마 《리갈 하이》 - 신희경 역
- 2021년 ~ 2022년 KBS 2TV 주말 드라마 《신사와 아가씨》 - 여주댁 역
- 2022년 ~ 2023년 TV조선 주말 미니시리즈 《빨간풍선》 - 이지옥 역
- 2023년 KBS 2TV 일일 드라마 《비밀의 여자》 - 윤말자 역
- 2024년 KBS 1TV 일일 연속극 《수지맞은 우리》 - 한진주 역

### 시트콤
- 2001년 KBS 2TV 일일 시트콤 《멋진 친구들 Ⅱ》
- 2002년 KBS 2TV 일일 시트콤 《잘난 걸 어떡해》
- 2018년 KNN 촌티콤 《날아라 메뚜기》 - 라 소장 역

## 수상 및 후보
| 연도 | 시상식       | 부문        | 작품          | 결과 |
| ---- | ------------ | ----------- | ------------- | ---- |
| 1997 | KBS 연기대상 | 여자 신인상 | 《정 때문에》 | 수상 |